# Lista siturilor arheologice din județul Galați - N
Lista siturilor arheologice din județul Galați - N conține toate siturile arheologice din județul Galați înscrise în Repertoriul Arheologic Național (RAN) și aflate în localități al căror nume începe cu litera N. RAN este administrat de Ministerul Culturii și Patrimoniului Național și cuprinde date științifice, cartografice, topografice, imagini și planuri, precum și orice alte informații privitoare la zonele cu potențial arheologic, studiate sau nu, încă existente sau dispărute.
Puteți căuta un sit din localitățile care încep cu litera N folosind formularul de mai jos sau puteți naviga prin toate siturile din județ la Lista siturilor arheologice din județul Galați.
| Cod RAN                                   | Denumire | Localitate                        | Adresă | Datare                                 | Descoperit | Coordonate                                    | Imagine           | Erori            |
| ----------------------------------------- | --- | --------------------------------- | ------ | -------------------------------------- | ---------- | --------------------------------------------- | ----------------- | ---------------- |
| 75285.01.01 (Cod LMI: GL-I-m-B-02988.04)  | Situl arheologic de la Negrilești - "Școala Generală" / ansamblu anonim (Categorie: locuire civilă) (Tip: Așezare)                                             | sat Negrilești, comuna Negrilești |        | Gumelnița - aspectul Stoicani - Aldeni |            |                                               | Încărcați imagine | Raportați eroare |
| 75285.01.02 (Cod LMI: GL-I-m-B-02988.03)  | Situl arheologic de la Negrilești - "Școala Generală" / ansamblu anonim (Categorie: locuire civilă) (Tip: Așezare)                                             | sat Negrilești, comuna Negrilești |        | Noua                                   |            |                                               | Încărcați imagine | Raportați eroare |
| 75285.01.03 (Cod LMI: GL-I-m-B-02988.02)  | Situl arheologic de la Negrilești - "Școala Generală" / ansamblu anonim (Categorie: locuire civilă) (Tip: Așezare)                                             | sat Negrilești, comuna Negrilești |        | Sântana de Mureș - Cerneahov sec. IV   |            |                                               | Încărcați imagine | Raportați eroare |
| 75285.01.04 (Cod LMI: GL-I-m-B-02988.01)  | Situl arheologic de la Negrilești - "Școala Generală" / ansamblu anonim (Categorie: locuire civilă) (Tip: Așezare)                                             | sat Negrilești, comuna Negrilești |        | sec. XVI                               |            |                                               | Încărcați imagine | Raportați eroare |
| 76816.03.01 (Cod LMI: GL-II-m-B-03086)    | Biserica "Nașterea Maicii Domnului" de la Nicorești / ansamblu Biserica "Nașterea Maicii Domnului" (Categorie: structură de cult/religioasă) (Tip: Biserică)   | sat Nicorești, comuna Nicorești   |        | 1728                                   |            |                                               | Încărcați imagine | Raportați eroare |
| 76816.02.01 (Cod LMI: GL-II-a-B-03087)    | Biserica "Adormirea Maicii Domnului" de la Nicorești / ansamblu Biserica "Adormirea Maicii Domnului" (Categorie: structură de cult/religioasă) (Tip: Biserică) | sat Nicorești, comuna Nicorești   |        | 1780                                   |            |                                               | Încărcați imagine | Raportați eroare |
| 76816.01.01                               | Biserica "Sf. Nicolae" - Banu de la Nicorești / ansamblu Biserica "Sf. Nicolae" - Banu (Categorie: structură de cult/religioasă) (Tip: Biserică)               | sat Nicorești, comuna Nicorești   |        | 1807                                   |            | 45°55′59″N 27°18′15″E / 45.93306°N 27.30417°E | Încărcați imagine | Raportați eroare |
| 76816.01.02 (Cod LMI: GL-II-m-B-03088.01) | Biserica "Sf. Nicolae" - Banu de la Nicorești / ansamblu anonim (Categorie: structură de cult/religioasă) (Tip: necropola)                                     | sat Nicorești, comuna Nicorești   |        |                                        |            | 45°55′59″N 27°18′15″E / 45.93306°N 27.30417°E | Încărcați imagine | Raportați eroare |
| 76816.01.03                               | Biserica "Sf. Nicolae" - Banu de la Nicorești / ansamblu anonim (Categorie: structură de cult/religioasă) (Tip: Chilie)                                        | sat Nicorești, comuna Nicorești   |        |                                        |            | 45°55′59″N 27°18′15″E / 45.93306°N 27.30417°E | Încărcați imagine | Raportați eroare |